# Benjamin Matlack Everhart
Benjamin Matlack Everhart (1818-1904) fue un micólogo y editor estadounidense.

## Biografía
Su padre, William Everhart, hijo de un soldado revolucionario, fue comerciante, y entre 1853 a 1855, congresal. Fue educado en colegios privados de su ciudad, y pasó sus primeros años en el negocio mercantil allí, y en Charleston (Carolina del Sur), haciendo una buena fortuna.
Desde la infancia, fue un ardiente estudiante de botánica. Después de retirarse de los negocios, en 1867, se dedicó casi exclusivamente a dicha ciencia, en particular a criptógamas. En conexión con su colega Job Bicknell Ellis, de Nueva Jersey, activaron la emisión anual de cincuenta volúmenes, llamada The Century of North American Fungi, donde en cada volumen se describían 100 especies. Al mismo tiempo, con su otro colega William A. Kellerman, de Kansas, fundaron el Journal of Mycology (hoy Mycologia). Identificó y catalogó muchos nuevos fungi.
En 1876, fue elegido al Senado del Estado, y reelegido en 1880, pero renunció en 1883, después de haber sido elegido como republicano al Congreso, donde se desempeñó entre 1883 a 1887, y luego se retiró a la vida privada. Sus escritos, que están marcadas por el laconismo de estilo, incluyen "Misceláneas", en prosa (West Chester, Pa, 1862); Un volumen de poemas cortos (Filadelfia, 1868); y "The Fox Chase," un poema (Filadelfia, 1875).

## Algunas publicaciones

### Libros
- 1892. The North American Pyrenomycetes. Con Job Bicknell Ellis. Reimpreso por Johnson Reprint Co. 793 pp.
- 1890. New North American Fungi. Con Job Bicknell Ellis. Reimpreso por Academy of Nat. Sci. of Philadelphia, 249 pp.

## Honores

### Eponimia
Género
- Everhartia[2]

Especies
- Everhartia hymenuloides Sacc. et Ellis
- Melanconis everhartii Ellis
- Myrioccoccum everhartii Ellis & Sacc.
- Ophionectria everhartii Ellis & Gal.
- Mucronoporus everhartii Ellis & Gal.
- Pestalozzia everhartii Sacc. & Syd.
- Sorosporium everhartii Ellis & Gal.
- Dothiorella everhartii Sacc. & Syd.
- Gloeosporium everhartii Sacc. & Syd.
- Myxosporium everhartii Sacc. & Syd.
- Phyllosticta everhartii Sacc. & Syd.
- Physalospora everhartii Sacc. & Syd.
- Septoria everhartii Sacc. & Syd.

- La abreviatura «Everh.» se emplea para indicar a Benjamin Matlack Everhart como autoridad en la descripción y clasificación científica de los vegetales.[3]

## Familia
Su hermano James Bowen Everhart fue miembro del Congreso de EE. UU.
- La abreviatura «Everh.» se emplea para indicar a Benjamin Matlack Everhart como autoridad en la descripción y clasificación científica de los vegetales.[4]